# András Szente
Dans le nom hongrois Szente András, le nom de famille précède le prénom, mais cet article utilise l’ordre habituel en français András Szente, où le prénom précède le nom.
András Szente, né le 10 décembre 1939 à Budapest et mort le 14 septembre 2012 en Floride, est un kayakiste hongrois.

## Carrière
Andras Szente participe aux Jeux olympiques de 1960 à Rome et remporte la médaille d'argent en K-2 1000m avec György Mészáros. Lors de ces mêmes Jeux, il remporte la médaille d'argent dans l'épreuve du K-1 4x500m. Il est aussi quatrième du K-4 1000 m  aux Jeux olympiques de 1964 à Tokyo.